# كليمنس رويير
كليمنس رويير (بالفرنسية: Clémence Royer)‏ (21 أبريل 1830 - 6 فبراير 1902) عالمة فرنسية عصامية ألقت محاضرات وكتبت عن الاقتصاد والفلسفة والعلوم والنسوية. اشتُهرت بترجمتها الفرنسية المثيرة للجدل عام 1862 لتشارلز داروين حول أصل الأنواع.

## حياتها
ولِدت أوغستين كليمانس أودوارد في 21 أبريل 1830 في نانت، بريتاني، وهي الابنة الوحيدة لأوغستين رينيه رويير وجوزفين غابرييل أودوارد. تغيّر اسمها إلى كليمانس أوغستين رويير عندما تزوج والداها بعد سبع سنوات. كانت والدتها خيّاطة من نانت بينما جاء والدها من لومان وكان قائدًا في الجيش ومناصرًا للشرعية الملكية. بعد فشل التمرد في عام 1832 لاستعادة ملكية بوربون، اضطُّرت العائلة إلى الفرار إلى سويسرا حيث أمضوا 4 سنوات في المنفى قبل العودة إلى أورليانز. هناك سلم والدها نفسه للسلطات وحُوكم لدوره في التمرد لكنه بُرّئ في النهاية.
تعلمت رويير من والديها حتى سن العاشرة، حيث أُرسِلت إلى مدرسة دير ساكري كور في لومان. أصبحت متديّنة جدًا ولكنها كانت غير سعيدة وقضت وقتًا قصيرًا في المدرسة قبل مواصلة تعليمها في المنزل. عندما كانت في الثالثة عشر من عمرها، انتقلت مع والديها إلى باريس. وعندما كانت مراهقة، برعت في التطريز واستمتعت بقراءة المسرحيات والروايات. وكانت رويير ملحدة.
انفصل والدها عن والدتها وعاد للعيش في قريته الأم في بريتاني تاركًا الأم وابنتها للعيش في باريس. كانت في الثامنة عشرة من عمرها في زمن ثورة عام 1848 وتأثّرت بشكل كبير بالأفكار الجمهورية وتخلّت عن معتقدات والدها السياسية. عندما توفي والدها بعد عام، ورثت جزءًا صغيرًا من الممتلكات. أمضت السنوات الثلاث التالية من حياتها في الدراسة الذاتية التي مكنتها من الحصول على شهادات في الحساب والفرنسية والموسيقى، مما جعلها مؤهّلة للعمل كمدرسة في مدرسة ثانوية.
في يناير 1854، عندما كانت في الثالثة والعشرين من العمر، شغلت منصب تدريس في مدرسة خاصة للبنات في هافرفوردويست في جنوب ويلز. أمضت سنة هناك قبل أن تعود إلى فرنسا في ربيع عام 1855 حيث درست في البداية في مدرسة في تورين، ثم في أواخر ربيع عام 1856 في مدرسة بالقرب من بوفيه. وفقًا لسيرتها الذاتية، بدأت خلال هذه الفترة في التشكيك بجدية في إيمانها الكاثوليكي.

## لوزان
في يونيو1856، تخلّت روي عن حياتها المهنية كمدرّسة وانتقلت إلى لوزان في سويسرا حيث عاشت على عائدات الإرث الصغير الذي تلقته من والدها. استعارت كتبًا من المكتبة العامة وقضت وقتها في الدراسة، في البداية عن أصول المسيحية ثم في مواضيع علمية مختلفة.
في عام 1858، ألقت رويير سلسلة من 4 محاضرات حول المنطق كانت مفتوحة فقط للنساء، مستوحاة من محاضرة عامة ألقاها الروائي السويدي فريدريك بريمر. كانت هذه المحاضرات ناجحة جدًا. في هذا الوقت تقريبًا، بدأت تلتقي بمجموعة من المفكرين الأحرار الفرنسيين والجمهوريين المنفيين في المدينة. وكان من بين هؤلاء باسكال دوبرات، نائب فرنسي سابق يعيش في المنفى، درّس العلوم السياسية في أكاديمية لوزان (الجامعة فيما بعد) وحرر مجلتين. كان أكبر من رويير بنحو 15 عامًا، ومتزوجًا ولديه طفل. أصبح لاحقًا حبيبها ووالد ابنها.
بدأت بمساعدة دوبرات في مجلته الاقتصاد الجديد وشجعها على الكتابة. ساعدها أيضًا على الإعلان عن محاضراتها. عندما بدأت سلسلة أخرى من المحاضرات للنساء، هذه المرة عن الفلسفة الطبيعية في شتاء 1859-1860، طبع دار نشر دوبرات في مدينة لوزان محاضرتها الأولى «مقدمة إلى فلسفة المرأة». تقدّم هذه المحاضرة سجلًا مبكرًا لأفكارها ومواقفها تجاه دور المرأة في المجتمع. سرعان ما انتقل دوبرات مع عائلته إلى جنيف، لكن رويير واصلت كتابة مراجعات للكتب في مجلته، وعاشت هي نفسها في جنيف لفترة خلال شتاء 1860-1861.
عندما قدّم كانتون فود السويسري في عام 1860 جائزة لأفضل مقال عن ضريبة الدخل، كتبت رويير كتابًا يصف كل من تاريخ وتطبيق الضريبة والذي مُنحِت بسبب جائزة ثانية. نُشر كتابها في عام 1862 بعنوان نظرية الضرائب أو العشر الاجتماعية. شمل نقاشًا حول الدور الاقتصادي للمرأة في المجتمع وفريضة الإنجاب. أصبحت من خلال هذا الكتاب معروفة لأول مرة خارج سويسرا.

## ترجمة أصل الأنواع

### الطبعة الأولى
ليس من المعروف بالضبط كيف رُتّب لرويير ترجمة كتاب تشارلز داروين حول أصل الأنواع. كان داروين حريصًا على نشر كتابه باللغة الفرنسية. كان اختياره الأول للترجمة لويز بيلوك، لكنها رفضت عرضه لأنها اعتبرت الكتاب متخصصًا للغاية. اقترب الفرنسي بيير تالاندير من داروين، لكن تالاندير لم يتمكن من العثور على ناشر لتولي أمر الكتاب. كانت رويير على دراية بكتابات جان بابتيست لامارك وتوماس مالتوس وأدركت أهمية عمل داروين. ساعدتها أيضًا علاقاتها الوثيقة مع ناشر فرنسي هو غيومين. نعلم من رسالة مؤرخة في 10 سبتمبر 1861 أن داروين طلب من ناشره الإنجليزي موراي إرسال نسخة من الإصدار الثالث لكتاب الأصل إلى الآنسة كليمنس أوغستين رويير في لوزان، سويسيرا، إذ اتفقت مع ناشر للترجمة الفرنسية. رينيه إدوار كلاباردي هو عالم طبيعة سويسري وألقى محاضرات في جامعة جنيف وقام بمراجعة إيجابية لكتاب الأصل من أجل ريفو جيرماني (المسرحية الألمانية). عرض رينيه المساعدة على رويير في الجوانب التقنية للبيولوجيا.
ذهبت رويير إلى أبعد من دورها كمترجمة ووضعت مقدمة طويلة (60 صفحة) وحواش توضيحية مفصلة. في مقدمتها تحدّت الإيمان في الوحي الديني وناقشت تطبيق الانتقاء الطبيعي على الجنس البشري وما رأته من النتائج السلبية لحماية الضعفاء والعاجزين. أكسبتها أفكار تحسين النسل هذه سمعة سيئة. روّجت المقدمة أيضًا إلى مفهومها عن التطور التدريجي الذي كان مشتركًا مع أفكار لامارك أكثر من أفكار داروين. في يونيو1862، بعد وقت قصير من تلقي داروين نسخة من الترجمة، كتب في رسالة إلى عالم النبات الأمريكي آسا جراي:
تلقيت قبل يومين أو ثلاثة أيام ترجمة فرنسية لكتاب الأصل من قبل مادل. رويير، والتي يجب أن تكون واحدة من النساء الأكثر ذكاءً وغرابةً في أوروبا: هي ربوبيّة متحمسة وتكره المسيحية، وتقول إن الانتقاء الطبيعي والنضال من أجل الحياة سيفسران كل الأخلاق وطبيعة الإنسان والسياسة، وغيرها الكثير! إنها تحقق بعض النجاحات الغريبة والرائعة، وتقول إنّ عليها أن تنشر كتابًا عن هذه الموضوعات، وسيكون إنتاجًا غريبًا.
ومع ذلك، يبدو أن داروين كانت لديه شكوك بعد شهر في رسالته إلى عالم الحيوان الفرنسي أرماند دي كواتريفاجيس، إذ كتب: «أتمنى أن تكون المترجمة قد تعلمت المزيد عن التاريخ الطبيعي؛ من المفترض أن تكون سيدة ذكية ومميزة؛ ولكن لم أسمع عنها حتى اقترَحَت أن تُترجم كتابي.» كان غير راضٍ عن حواشي رويير وكتب في رسالة إلى عالم النبات جوزيف هوكر: «في كل مكان تقريبًا في كتاب الأصل عندما تلحظ شكًا كبيرًا، تُلحِق ملاحظة تشرح الصعوبة أو تقول إنه لا يوجد شيء كهذا! من المدهش حقًا معرفة عدد الأشخاص المغرورين في العالم...».

## النسوية ولا فروند
حضرت رويير المؤتمر الدولي الأول لحقوق المرأة في عام 1878 لكنها لم تتحدث. بالنسبة للكونجرس في عام 1889، طلبتها ماريا ديريميس لتترأس القسم التاريخي. وقالت في خطابها إن الإدخال الفوري لحق المرأة في الاقتراع من المرجح أن يؤدي إلى زيادة في قوة الكنيسة وأن الأولوية الأولى يجب أن تكون لإقامة تعليم علماني للنساء. كانت هناك آراء نخبوية مماثلة من العديد من النسويات الفرنسيات في ذلك الوقت حيث كنّ يخشين العودة إلى الملكية بسبب صِلاتها القوية بالكنيسة الكاثوليكية الرومانية المحافِظة.
عندما أطلقت مارغريت دوراند في عام 1897 جريدة «لا فروند» النسوية، أصبحت رويير مُراسلة نظامية، كاتبةً مقالات عن الموضوعات العلمية والاجتماعية. في نفس العام، نظم زملاؤها العاملون في الصحيفة مأدبة على شرفها ودعوا عددًا من العلماء البارزين.
نُشر كتابها عن علم الكونيات وبنية المادة بعنوان دستور الكون في عام 1900. وفيه انتقدت العلماء لتخصصهم المفرط وشكّكت في نظريات علمية مقبولة. لم يَستقبل المجتمع العلمي الكتاب بشكل حسن، وهاجمتها مراجعة في مجلة ساينس وأشارت إلى أن أفكارها «... تُظهِر في كل مرحلة نقصًا مؤسفًا في التدريب العلمي والروحي». حصلت في نفس العام الذي نُشر فيه كتابها على وسام جوقة الشرف.
تُوفيت رويير في عام 1902 في ميزون غاليغاني في نويي سور سين. توفي ابنها رينيه بسبب قصور كبد بعد 6 أشهر في الهند الصينية.